# Christoph Wolff
Christoph Wolff (Solingen, 24 mei 1940) is een Duitse musicoloog en musicus (organist). Hij is vooral bekend om zijn expertise aangaande Johann Sebastian Bach en diens familieleden.

## Levensloop
Wolff studeerde aan de universiteit van Erlangen, de universiteit van Toronto en aan de Columbia-universiteit in New York. Wolff was van 1976 tot aan zijn emeritaat hoogleraar muziekwetenschap aan de Harvard-universiteit in Cambridge, Massachusetts en hij was van 2001 tot 2014 directeur van het Bach-Archiv Leipzig. Hij was gasthoogleraar in Princeton en Bazel en sinds 1982 is hij lid van de American Academy of Arts and Sciences. 
In 1992 ontving Wolff de Staatspreis des Landes Nordrhein-Westfalen. In 2004 volgde hij Harald Heckmann op als voorzitter van het Répertoire International des Sources Musicales (RISM). In 2006 ontving hij als eerste de pas ingestelde Bachprijs van de Royal Academy of Music in Londen.

## Johann Sebastian Bach
Wolff behoort tot de samenstellers van de in 2007 afgesloten Neue Bach-Ausgabe, was mede-eindredacteur van het Bach-Jahrbuch en is voorzitter van het Zentralinstitut für Mozart-Forschung in Salzburg. Hij ontdekte enkele verloren gewaande werken van Johann Sebastian Bach, zoals de zogeheten Neumeister-Choräle, een verzameling van meer dan 30 korte koraalvoorspelen uit de vroege scheppingsperiode van Johann Sebastian Bach. Wolff vond in 1999 in de Oekraïense hoofdstad Kiev het na de Tweede Wereldoorlog verloren gewaande Altbachisches Archiv terug, onderdeel van de bibliotheek van Berliner Singakademie, dat in de Staatsbibliothek zu Berlin wordt bewaard.
Samen met H.-J. Schulze werkte hij een nieuw systeem uit om het werk van Bach te ordenen, het Bach-Compendium, waarvan inmiddels vier banden (die op het vocale werk betrekking hebben) zijn verschenen maar die niet verder wordt voortgezet.
Tot zijn publicaties over J.S. Bach behoren naast talrijke artikelen onder meer Bach, essays on his life and music (1993), Die Bach-Familie (1994) en The New Bach Reader, waarvan hij de herziene en vermeerderde editie van 1998 verzorgde.
In 2000 gaf hij een nieuwe biografie uit over Bach, een standaardwerk dat ook in een Nederlandse editie verscheen. Dit boek werd in de pers goed onthaald.
In het laatste decennium van de 20ste eeuw kon Ton Koopman op Wolffs muziekhistorisch onderzoek steunen bij zijn Bachcantate-project, waarin meer dan 200 cantates van J.S. Bach werden uitgebracht op 67 cd's. Wolff voorzag de bijhorende tekstboekjes van bijdragen.
Als directeur van het Bach-Archiv Leipzig gaf Wolff de stoot tot een onderzoeksproject Expedition Bach. Daarin worden voor het eerst archiefbestanden in met name de Duitse deelstaten Thüringen, Sachsen en Sachsen-Anhalt uitvoering onderzocht. Op grond hiervan kwamen tientallen onbekende documenten over en van J.S. Bach aan het licht, waaronder een belangrijke compositie, de aria voor sopraan, strijkers en basso continuo 'Alles mit Gott, und nicht ohn'Ihn'.

## Publicaties
- Johann Sebastian Bach. Zijn leven, zijn muziek, zijn genie, [Vertaling van Johann Sebastian Bach, The learned musician, New York, Norton, 2000], Utrecht, Bijleveld, 2000, 608 p.
- (als redacteur), De wereld van de Bach-cantates, [1. Johann Sebastian Bachs geestelijke cantates van Arnstadt tot Köthen (240 p.); 2. Johann Sebastian Bachs wereldlijke cantates (240 p.); 3. Johann Sebastian Bachs kerkelijke cantates uit Leipzig (264 p.)]. Onder redactie van Christoph Wolff, ingeleid door Ton Koopman, Uniepers, Abcoude, 2000.
- Bach. Essays on his Life and Music, Cambridge/Londen, Harvard University Press, 1993.
- 'Mozart at the Gateway to His Fortune. Serving the Emperor, 1788-1791, New York en London: W.W. Norton Co, 2012. ISBN 9780393050707[2]
- Wolff, Christoph, Bach. Zijn meesterwerken en muzikale universum [vertaling van Bach's Musical Universe - The Composer and his Work, New York, Norton, 2020], Utrecht, Bijleveld, 2021.